# Forêt des rêves bleus

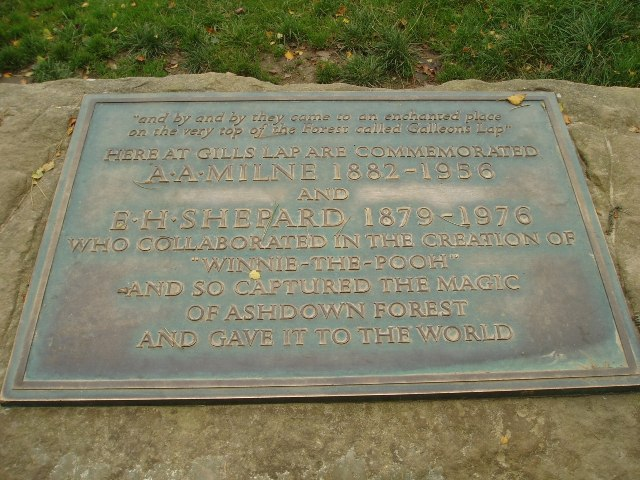
Une plaque commémorative en l'honneur de A.A. Milne et de l'illustrateur E.H. Shepard dans l'actuel Hundremeterskogen.

La Forêt des rêves bleus (Hundred Acre Wood) est un univers de fiction dans lequel se déroulent les aventures de Winnie l'ourson et ses amis. Cette forêt imaginaire a été créée par l’écrivain Alan Alexander Milne, qui s'est inspiré de la forêt d'Ashdown, où il vivait. La forêt est également régulièrement appelée par sa traduction littérale de son nom original anglais : le Bois des Cent Acres.
Ce lieu fictif est par la suite devenu un Univers Disney à la suite des différentes adaptations des aventures de Winnie l'ourson par les studios Disney. 
La forêt des rêves bleus est également un monde récurrent de la série de jeux vidéo Kingdom Hearts, où elle est contenue dans un livre.